# Cuviera latior
Cuviera latior är en måreväxtart som beskrevs av Herbert Fuller Wernham. Cuviera latior ingår i släktet Cuviera och familjen måreväxter.

## Underarter
Arten delas in i följande underarter:
- C. l. evorombila
- C. l. latior